# Enrico Baj
Pour les articles homonymes, voir Baj.
Enrico Baj, né à Milan le 31 octobre 1924 et mort à Vergiate le 16 juin 2003, est un peintre, graveur et sculpteur italien, libertaire anarcho-pataphysicien,.

## Repères biographiques

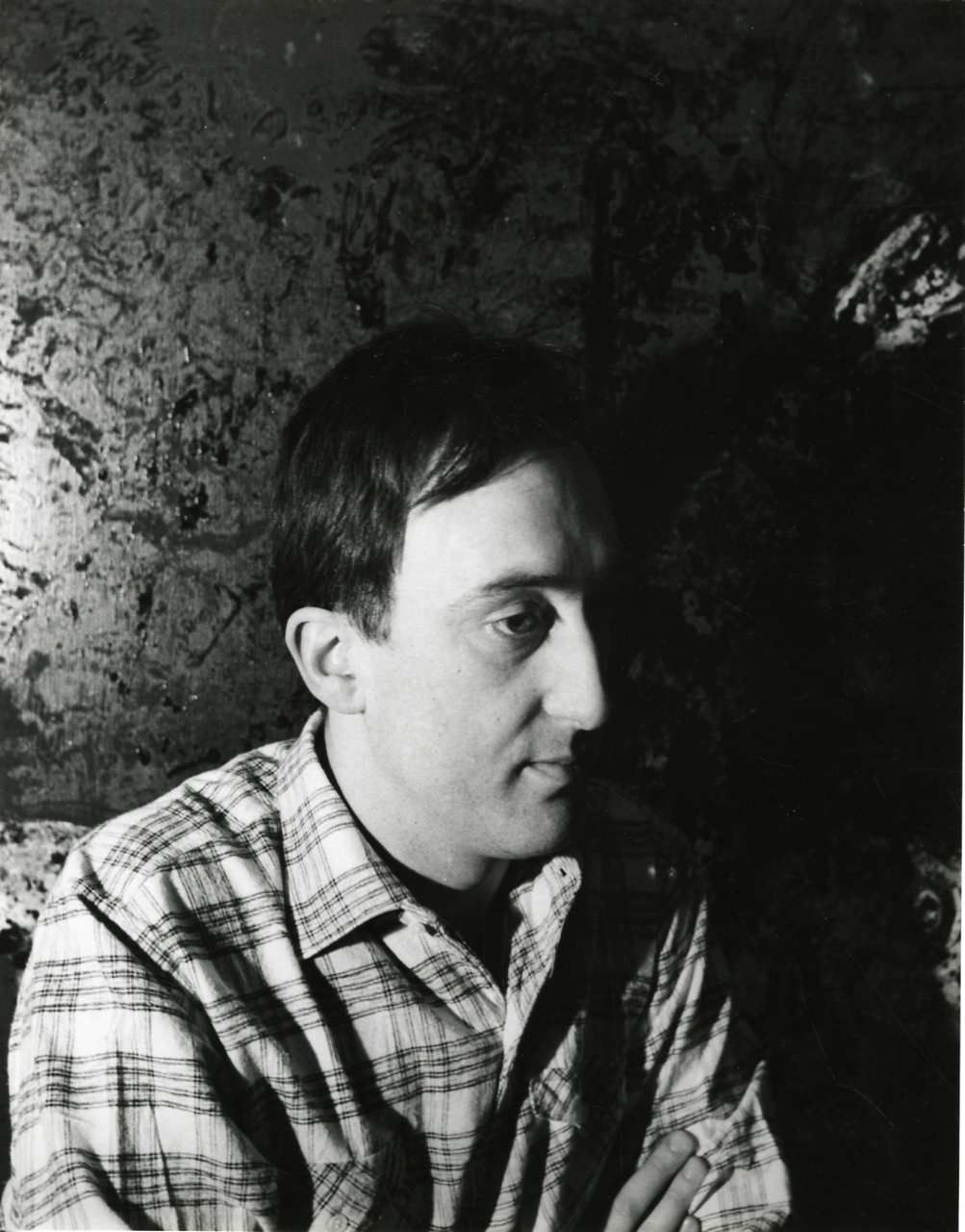
Enrico Baj, 1955, photographie de Paolo Monti.

En 1950, avec le peintre Sergio Dangelo, il fonde le Mouvement nucléaire (ou Movimento Arte Nucleare), considéré comme l'équivalent italien du mouvement CoBrA.
En 1953, il se rapproche du peintre Asger Jorn dans le but de fonder le Mouvement international pour un Bauhaus imaginiste et organise les Rencontres internationales de céramique d'Albisola, auxquelles participent les peintres Matta et Roland Giguère. A la même période, il se lie d'amitié avec le peintre Néerlandais Guillaume Corneille, avec lequel il réalise quelques décennies plus tard des œuvres à quatre mains.
À partir de 1955, il compose ses tableaux avec des éléments les plus hétéroclites comme des morceaux de verre, des écheveaux de laine, de la toile à matelas, des cadrans de montre. Cette même année, avec l'écrivain Édouard Jaguer, il crée la revue italienne Il gesto.
Après avoir rencontré Mesens à Londres, Marcel Duchamp et Arturo Schwarz à New York, il fait la connaissance d'André Breton à Paris (1962).
À partir de 1965, il commence une série de collages représentant des Dames : Dame Ninette de Valois, 1974 et des Généraux en costume d'apparat surchargé de décorations : Lieutenant John Talbot, Premier comte de Shrewsbury.
En 1970, il réalise les Funérailles de l’anarchiste Pinelli, une fresque inspirée du Guernica de Picasso, longtemps interdite d’exposition,. En 2025, l'installation monumentale et polymatérielle est finalement exposée au Museo del Novecento de Milan.
En 1991, sa rencontre avec le peintre Régis Deparis sera à l'origine d'une longue amitié. En 1993, un ensemble de quarante-cinq tableaux réalisés à quatre mains avec l'artiste français, intitulé Le Moi divisé, d’après l’ouvrage du psychanalyste Ronald Laing, sera présenté à Paris.
Pour Baj, le moteur de son inspiration n’était ni l’appât du gain, ni la gloire factice mais bien « l’esprit libertaire toujours présent dans les pulsions initiales de l’artiste. Pourquoi s’engage-t-on dans cette activité là ? Pour la liberté de l’invention, l’imagination créatrice, l’adhésion à son temps ».
Il a beaucoup aidé le mouvement anarchiste en Italie et ailleurs. Il a fait des dons d'œuvres au Centre international de recherches sur l'anarchisme de Lausanne. Leur vente à des galeries a permis le financement de plusieurs projets.
Enrico Baj est satrape au titre d’Imperator Analogico du Collège de ’Pataphysique de Milan.

## Citation
- « L’anarchisme est la meilleure piste de lancement vers l’implosion créative. »[12]

## Écrits

### D'Enrico Baj
- Enrico Baj, Enrico Baj, Paris, Filipacchi, 1980,  (ISBN 285018408X).
- Enrico Baj, Lettres 1953-1961. Éditeur Musée d'Art Moderne, Collection Les Correspondances, 1989,  (ISBN 2907571044).
- Enrico Baj, Jean Baudrillard, Enrico Baj, Galerie Beaubourg, Éditions La Différence, Collection L'autre musée, 1991,  (ISBN 2729106170).
- Enrico Baj, Inactualité de l'art et Pataphysique suivi du Manuel de survie, collection L'art en écrit, Paris, éditions Jannink, 1998.
- Enrico Baj, Sous l'art, l'or, Atelier de création libertaire, 2002,  (ISBN 2905691832)[13]
- Enrico Baj, La Patafisica, édité par Angela Sanna, note biographique par Roberta Cerini Baj, Milan, Abscondita, 2009.
- Enrico Baj, Ecologia dell’arte, édité par Angela Sanna, Milan, Abscondita, 2013.

### Ouvrages collectifs
- Joyce Mansour, Ça, avec Enrico Baj, Paris, Le Soleil noir, 1970.
- Enrico Baj et Laurent Chollet, Grand Tableau antifasciste collectif, Éditeur Dagorno, 2000,  (ISBN 2910019632).
- Enrico Baj, Gilbert Perlein, Jacqueline Péglion (dir.), Enrico Baj, monstres, figures, histoires d'Ubu, exposition au Musée d'Art moderne et d'Art contemporain de Nice, 1998-1999, Régie Autonome Comptoirs, 2000,  (ISBN 2901412912).
- Alain Jouffroy, Silvia Pegoraro et Enrico Baj, Baj chez Proust, les Guermantes, Éditeur Skira, 2000,  (ISBN 8881187744).
- Matthieu Messagier et Enrico Baj, Un carnet du dedans, Collection Avant Post, Éditeur Urdla, 2002,  (ISBN 2914839057).
- Enrico Baj et Paul Virilio, Discours sur l'horreur de l'art, Atelier de création libertaire, 2003,  (ISBN 2905691840)[14]

## Annexes

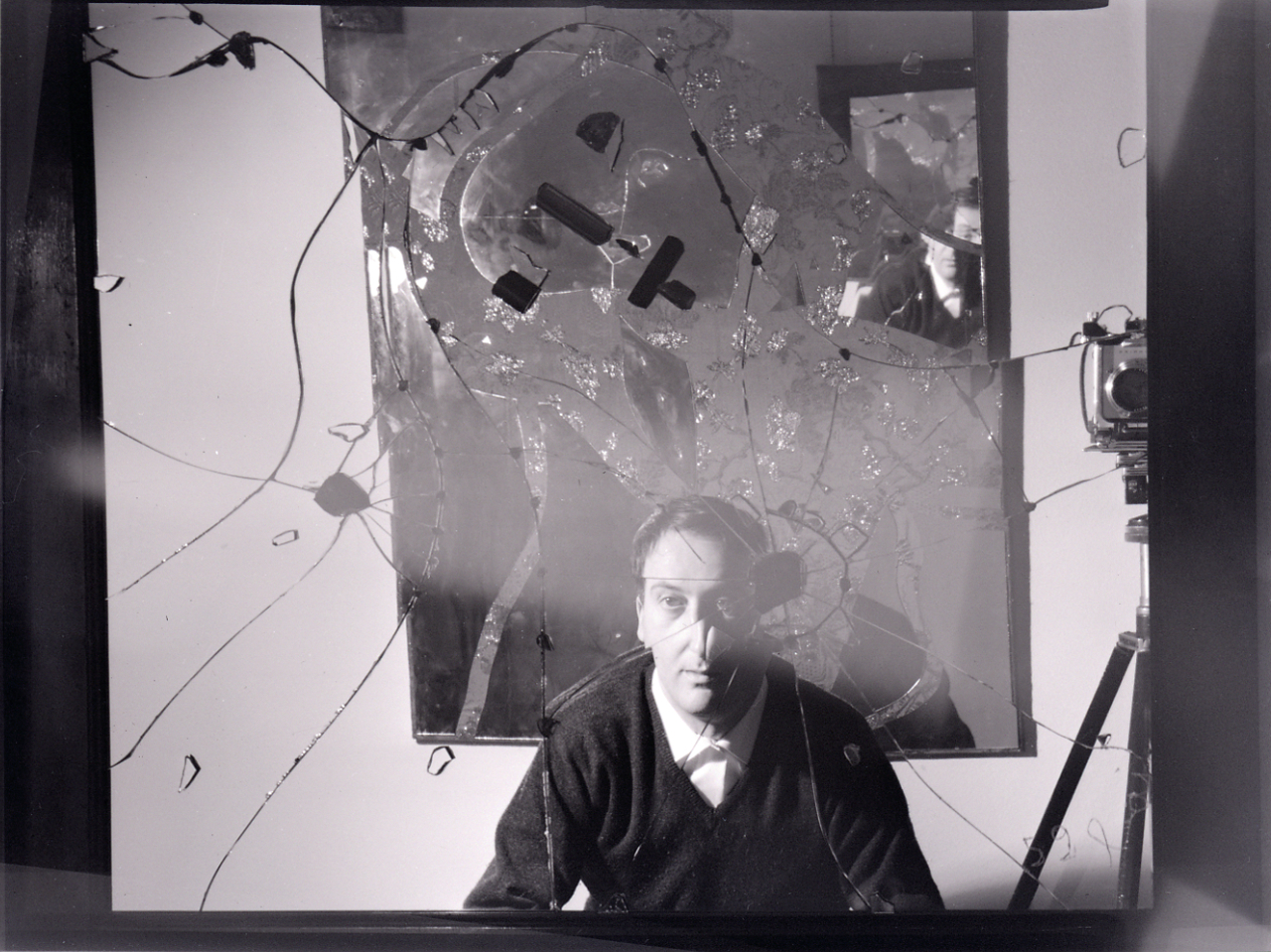
Enrico Baj, photographie de Paolo Monti.

#### Ouvrages généraux
- Alain Jouffroy, Enrico Baj, Le Musée de Poche, Paris, janvier 1972.
- Adam Biro et René Passeron, Dictionnaire général du surréalisme et de ses environs, Office du livre, Fribourg, Suisse, et Presses universitaires de France, Paris, 1982, p. 44.
- José Pierre, L'Univers surréaliste, Somogy, Paris, 1983, p. 302.
- Gabriele Huber, Enrico Baj und die künstlerischen Avantgarden 1945-1964, Berlin, Mann (Gebr.), 2003,  (ISBN 3786119961).
- Otto Hahn, Voyage à trois : Enrico Baj, Hervé di Rosa, Richard di Rosa, éditions Au Même Titre, 2000,  (ISBN 2912817048).

#### Articles
- Harry Bellet, Enrico Baj, peintre "libertaire anarcho-pataphysicien", Le Monde, 19 juin 2003 (lire en ligne).
- Bernard Hennequin, « Enrico Baj, Sous l’art, l’or », in Réfractions, no 11, automne 2003 (lire en ligne).
- Angela Sanna, « Le grand météore nucléaire », in Enrico Baj. Bambini, ultracorpi e altre storie, «I Quaderni» della Fondazione Arnaldo Pomodoro, no 2, Milan, 2013, sous la direction de F. Gualdoni.
- Angela Sanna, « Futurismo antifuturista di Baj », in Schegge Futuriste – Studi e ricerche, sous la direction de Mauro Cozzi et Angela Sanna, Florence, Leo S. Olschki, 2012.
- Angela Sanna, « Enrico Baj et le surréalisme, de l'exposition Eros à la querelle de l'Anti-procès », in Studiolo, revue d'Histoire de l'art de l'Académie de France à Rome - Villa Medici, no 3, Somogy Éditions d'art, 2005.
- Angela Sanna, « Enrico Baj - Edouard Jaguer. Un pont culturel entre Milan et Paris dans l’Europe d’après-guerre », in Pleine marge – Cahiers de littérature, d’arts plastiques & de critique, Paris, Éditions Peeters-France, no 7, mai 2003.
- « BAJ Enrico », dans Dictionnaire des anarchistes (lire en ligne).
- « Enrico Baj », sur le Larousse.